# Абела Дејнџер
Абела Дејнџер (енгл. Abella Danger; Апланд, 19. новембар 1995) америчка је порнографска глумица.
Добитница је награда AVN и XBIZ за најбољу нову глумицу 2016. године.